# Tammy Wynette
Tammy Wynette, eigenlijk Virginia Wynette Pugh (Tremont (Mississippi), 5 mei 1942 – Nashville (Tennessee), 6 april 1998), was een Amerikaans country-zangeres, en ze wordt ook wel de "First Lady of Country Music" genoemd. Ze is het bekendst geworden door haar single Stand By Your Man, maar had in totaal zeventien nummer 1-hits in de Verenigde Staten in de jaren 60 en 70.

## Biografie
Ze was enig kind en haar vader overleed toen ze negen maanden oud was. Op 17-jarige leeftijd trouwde ze en werkte ze als kapster. Zes jaar en drie kinderen later scheidde Tammy. Ze zou in haar leven nog vier keer trouwen. Haar derde kind had een ernstige ziekte, en Tammy probeerde wat extra geld te verdienen door 's avonds op te treden. Hierdoor werd ze ontdekt en kreeg ze een televisieoptreden aangeboden in 1965. In 1966 verhuisde ze naar Nashville, waar ze een platencontract tekende.
In 1968 en 1969 had Tammy vijf nummer 1-hits in de VS: Take Me to Your World, D-I-V-O-R-C-E, Stand by Your Man (alle drie 1968), Singing My Song en The Ways to Love a Man (beide 1969).
In 1968 begon ze een relatie met de oudere George Jones, een van de grootste drinkers in het countrymuziek-milieu en jeugdidool van Tammy. Ze trouwden een jaar later, en vanaf 1971 namen ze een aantal populaire duetten op, waarvan het eerste Take Me was. Hun huwelijk ging echter niet over rozen, en ze scheidden in 1975. Ze bleven nog wel af en toe samen songs opnemen in de twintig jaren die daarop volgden.
Tammy had ook in die jaren hits, en, alhoewel sporadischer, ook in de jaren tachtig. In 1978 werd ze gekidnapt en aangevallen door een gemaskerde man die nooit geïdentificeerd werd, alhoewel het leek alsof Tammy zijn identiteit kende. Ze ging in 1988 ook nog eens bankroet.
In 1991 nam ze een track op met de Britse house-act The KLF, getiteld Justified and Ancient, wat een van haar grootste successen zou worden en een Alarmschijf.
Ze werd opgenomen in de Alabama Music Hall of Fame (1993), de Country Music Hall of Fame (1998) en de Mississippi Musicians Hall of Fame.
Ondanks haar broze gezondheid wilde ze, koste wat het kost, blijven toeren. Om de pijn te ontlopen begon zij grote hoeveelheden voorgeschreven pijnstillers en andere medicatie te slikken. Op 6 april 1998 werd Tammy dood aangetroffen in haar huis. Medische complicaties in combinatie met een overdosis medicatie waren haar fataal geworden. Wynette werd 55 jaar.

## NPO Radio 2 Top 2000
| Nummer met noteringen in de NPO Radio 2 Top 2000 | '99  | '00  | '01  | '02  | '03-'04 | '05  | '06  | '07  | '08  |
| ------------------------------------------------ | ---- | ---- | ---- | ---- | ------- | ---- | ---- | ---- | ---- |
| Stand by Your Man                                | 1222 | 1525 | 1648 | 1816 | -       | 1696 | 1841 | 1873 | 1919 |

1. ↑  Een '-' betekent dat het nummer niet was genoteerd en een vetgedrukt getal geeft de hoogste notering aan.
2. ↑  Deze tabel is bijgewerkt tot en met de laatste editie (2024).

- Bibsys: 7053701
- Biblioteca Nacional de España: XX1575577
- Bibliothèque nationale de France: cb13901305x (data)
- Gemeinsame Normdatei: 122303970
- International Standard Name Identifier: 0000 0000 7367 3637
- Library of Congress Control Number: n84157898
- MusicBrainz: 26fe36eb-fd75-4799-bf0f-fa502a7bcfe8
- Nationale Bibliotheek van Tsjechië: xx0023594
- Nationale bibliotheek van Australië: 40661032
- Nationale Bibliotheek van Israël: 987007421341205171
- Nationale en Universitaire bibliotheek Zagreb: 000090757
- Nederlandse Thesaurus van Auteursnamen: 073097985
- SNAC: w6833q5d
- Système universitaire de documentation: 084289201
- Trove: 1448720
- Virtual International Authority File: 102397755
- WorldCat: E39PBJtmt7RmyGCpPDHHDJBXVC